# Ротабиле (Фрозиноне)
Ротабиле је насеље у Италији у округу Фрозиноне, региону Лацио.
Према процени из 2011. у насељу је живело 659 становника. Насеље се налази на надморској висини од 354 м.